# Maracajá
Maracajá är en kommun i Brasilien.   Den ligger i delstaten Santa Catarina, i den södra delen av landet, 1 500 km söder om huvudstaden Brasília. Antalet invånare är 6 409.
Trakten runt Maracajá består till största delen av jordbruksmark. Runt Maracajá är det tätbefolkat, med 356 invånare per kvadratkilometer.